# Грозданоски, Влатко
Влатко Грозданоски (макед. Влатко Грозданоски; 30 января 1983, Скопье, СР Македония, СФРЮ) — македонский футболист, правый вингер.

## Карьера

### Клубная карьера
Грозданоски начал карьеру в 1999 году в македонском клубе «Цементарница». Дебют в чемпионате Македонии пришёлся на 25 марта 2000 года, на игру против «Вардара», дебютировал игрок в возрасте 17 лет 2 месяца.
В 2002 году «Цементарницей» дошёл до финала Кубка Македонии.
В декабре 2002 года перешёл в другой македонский клуб «Вардар», выступал в нём до сезона 2004 года. В сезоне 2002-2003 годов признавался лучшим молодым игроком чемпионата Македонии. В составе «Вардара» в 2003 году стал чемпионом страны. Принимал участие в квалификационном раунде Лиги чемпионов. Является автором гола в ворота «ЦСКА» в Москве, а матч завершился победой «Вардара» со счётом 2-1.
В 2004 году перешёл в самый титулованный клуб Кипра - команду «Омония». В составе «Омонии» в 2005 году выиграл Кубок и Суперкубок Кипра. В сезоне 2006-07 года был удостоен звания «Лучший молодой легионер чемпионата Кипра».
В январе 2008 года подписал двухлетний контракт с сербским клубом «Войводина». За первые шесть месяцев в составе нового клуба забил 5 голов в 13 матчей. Всего сыграл за «Войводину» 37 матчей, забил 7 мячей.
В 2010 году подписал контракт с кипрским клубом АЕЛ сроком на 1,5 года. За новую команду дебютировал 1 марта 2010 года в матче против «Неа Саламина». Дебютный гол забил 27 марта 2010 года в матче против «Эносиса».
12 августа 2010 года перешёл в иранский клуб «Гахар Загрос». По истечении контракта вернулся в Македонию, где выступал за команду «Работнички». Сезон 2011-12 вновь провёл в «Вардаре».
В феврале 2012 года Грозданоски перешёл в клуб китайской Суперлиги «Ляонин Хувин». 10 марта 2012 года в первом туре дебютировал в составе «Ляонина», а также забил гол, который помог победить в матче с «Хэнань Констракшн». Матч закончился со счётом 3-1 в пользу «Ляонина».

### Международная карьера
За национальную сборную Македонии дебютировал в возрасте 18 лет 30 декабря 2001 года в матче против команды Омана. Дебютный гол состоялся на 12 октября 2002 года, в игре против команды Турции в отборочном матче к Чемпионату Европы 2004 года. Второй гол также был забит в ворота сборной Турции в этом же отборочном турнире 11 июня 2003 года. Два гола были забиты в товарищеских матчах против Эстонии и Люксембурга. К настоящему моменту провёл за сборную своей страны 50 матчей забил 4 мяча.

### Голы за национальную сборную
| №  | Дата            | Место                                       | Соперник   | Счёт  | Итог  | Соревнование              |
| -- | --------------- | ------------------------------------------- | ---------- | ----- | ----- | ------------------------- |
| 1. | 12 октября 2002 | Городской стадион Скопье, Скопье, Македония | Турция     | 1 – 0 | 1 – 2 | Квалификация на Евро-2004 |
| 2. | 11 июня 2003    | Инёню, Стамбул, Турция                      | Турция     | 1 – 0 | 2 – 3 | Квалификация на Евро-2004 |
| 3. | 11 июня 2004    | A. Le Coq Arena, Таллин, Эстония            | Эстония    | 4 – 2 | 4 – 2 | Товарищеский матч         |
| 4. | 20 августа 2008 | Жози Бартель, Люксембург, Люксембург        | Люксембург | 2 – 0 | 4 – 1 | Товарищеский матч         |

## Достижения

### Клубные
«Цементарница» :
- Финалист Кубка Македонии по футболу : 2002

 «Вардар» :
- Чемпион Македонии по футболу : 2003

 «Омония» :
- Обладатель Кубка Кипра по футболу : 2005
- Обладатель Суперкубка Кипра по футболу
- Финалист Кубка Кипра по футболу : 2007
- Серебряный призёр Чемпионата Кипра по футболу : 2006, 2007

 «Войводина» :
- Серебряный призёр Чемпионата Сербии по футболу : 2009

### Индивидуальные
- Лучший молодой игрок Чемпионата Македонии по футболу : 2002-03
- Лучший молодой иностранный игрок Чемпионата Кипра по футболу : 2006-07